# ۸۵۴ (قمری)
۸۵۴ (قمری)، هشتصد و پنجاه و چهارمین سال در گاهشماری هجری قمری است. اول محرم این سال برابر با بیست و سوم فوریه سال ۱۴۵۰ میلادی است.